# 天文研究所 (夏威夷)
天文研究所（英語：Institute for Astronomy，縮寫：IfA）是夏威夷大學系統內的一個研究組織，由道格·西蒙斯（Doug Simons）擔任主任領導。IfA的主要總部位於檀香山伍德勞恩大道2680號21°18′27″N 157°48′41″W / 21.30750°N 157.81139°W，毗鄰夏威夷大學馬諾阿分校校區。其他設施位於普卡拉尼、茂宜島和希洛（大島）。IfA雇用了150多名天文學家和支持人員。 IfA的天文學家對太陽系天體、恆星、星系和宇宙學進行研究。
天文研究所成立於1967年，旨在進行研究並綜合管理哈萊阿卡拉火山、毛伊島和茂納凱亞火山山頂上的毛納基山天文台等地的天文台。它有大約55名教員，雇用了300多人。

## 外部連結
- The Institute for Astronomy （页面存档备份，存于）